# 天色IsleNauts
《天色IsleNauts》，是YUZUSOFT於2013年7月26日所發售的WindowsPC平台恋爱冒險類型成人遊戲。同名漫畫連載於《月刊Comic Alive》2013年9月號至2014年3月號。
在本作的虚构世界里，以位于日本上空、童话般的空岛为背景，主人公鹭之森透的新故事正在展开。应导师要求，透在这个岛上全是女生的一所学校里担任教师。面对可爱的少女们，至今从未体验过的，在天空之上的故事，现在即将开始。

## 概要
《天色IsleNauts》是YUZUSOFT的第七部作品。本作是空中飞行浮岛城市为舞台，与《夏空彼方》《DRACU-RIOT!》合称「岛三部作」。工作人员事先在德國南部进行外景拍摄采访。此外，对于常以架空日本（特别是关西）的地区为游戏背景的YUZUSOFT来说，这是罕見的第一个海外舞台。承接前作《DRACU-RIOT!》的系统，本篇在各个女主的路线完成之后完成会有「After Story」出现。另外作品是以师生恋为主要题材，前几作主人公的年龄阶层都是学生或者毕业生，但这次是教师。

## 剧情简介
主角鹭之森透曾因为某个事件辞去教师一职，处于失业状态。有一天，有一份来自自己导师的邀请信送到他手中，令他十分意外：“是否愿意来一个全新的地方、在一所女子学校就任教师的职务”。雖然他犹豫不决，但是在导师的不懈劝导之下终于决定接受。因此，主角来到了浮在日本上空中的岛屿——。
这个岛屿是故事開始數十年前在日本上空突然出现的，充满着神秘色彩。它有着欧洲中世纪风格的街道，各种各样的魔法石头，和在人们想象中才会出现的兽人、精灵在这里与人类一同居住。透來到新城市迎接新的职位，展开了他的新故事。

## 登场人物

### 主要角色
鹭之森透
故事的主人公。受到导师邀请到上面教书的青年。性格温柔，十分替人着想，甚至把别人的压力和责任加在自己身上。有时也会因为维护工作尤其是自己学生的利益冲动行事。
身高178cm，体重60kg，未满30岁，与历代男主角不同他的第一人称是，因此一度被学生们称为「自称ボク老师」，由於其教學的態度和常常替學生著想甚至不惜犧牲假日時間在學生之間的評價非常高。
有一定的料理天赋，真咲线中以独创的咖喱料理撑起了酒店“牙と爪の獣亭”的门面，并凭此参加了岛上的料理大赛获得优胜。
在以前任職的學校曾經處理過學生霸凌的問題，雖然問題順利的解決但被霸凌的學生因無法忍受班上的氣氛而轉學，對此透認為自己沒有保護到學生而自責最終選擇離職，該事也成為他內心中揮之不去的陰影，夏莉線中因處理修學旅行的事務需要跟以前任職的學校接觸使他勾起這段記憶與迷惘導致心不在焉，擔心他的夏莉等人得知這段過去後瞞著透私底下找到過去被霸凌的學生上月奈津美來到島上由全班同學和奈津美表達對透的感謝並讓透終於揮去一直以來的愧疚與迷惘。
夏莉·沃里克（聲：北见六花）
住在的精灵女孩，是岛上的贵族，因此按照岛上的惯例在政界也被称之为「公主」。 性格积极开朗，成绩优异，生活认真。非常擅长画画，曾经还在比赛中获奖。
偷偷参加同人活动，还是个小有人气同人志画手（弗朗西斯卡是她的粉丝之一），笔名「吾莉夏丽」，是仅仅由她的密友知道的秘密。
可能是由于进行创作活动，经常会产生同人志里情景的妄想，然后被真咲打醒或者是噴出鼻血。
有一个在岛上参政的哥哥。母亲早亡，父亲常年在外旅游，独自生活所以也有一定的料理能力。曾经因“彷徨人”的传说留下童年阴影而足不出戶一段時間，繪畫的興趣也是在這段時間培養出來的。個人路線中木乃香的出現讓他回想起了這個陰影導致連續兩天夢到過去的事情，察覺這狀況的透以莊周夢蝶的例子替夏莉解惑並讓夏莉明白這世上所有人都是連繫在一起的。事後逐漸發現自己喜歡上透，在夕音等人的提議以及正好參加繪畫比賽的機會中向透提出希望透能成為繪畫作品的模特兒的請求並得到他的同意。經過幾天後因擔任模特兒壓縮到工作與休息時間的透不小心在繪畫時打了瞌睡，夏莉見況忍不住親吻了透被他發現，事後透也發覺到了夏莉對他的感情以及自己已經對夏莉著迷的事實並到夏莉的家中向夏莉告白後兩人開始交往。結局時從透手中得到了用留石做成的戒指作為定情物卻事後因自己的父親臨時回到家中看到戒指後發現兩人的關係要求夏莉帶著透來見他，最終在夏莉的父親的怒吼中因透堅定請求將夏莉交給自己和倫納德推波助瀾下夏莉的父親才勉強的認同兩人交往。
天雾夕音（聲：登代田濑良）
于主人公入职的第一个学期开始，考入留学。 家境一般，父亲身体不好，她从小承担家务，因此家务有关的一切精通，身高約160cm左右。
为人措辞礼貌，为他人尽心尽力，是一位成熟女性。甚至，因为特别想别人来向她来求助，有着“想要侍奉主人”的愿望，曾对亲近的人提出“做我的主人吧”这样的令人感到奇怪要求。因某次得到透的幫助後用強制的手段讓透不得不短暫接受由夕音侍奉他一定程度起居的要求。
受到强气母亲的影响，性格上有轻度抖S倾向，口癖是在句尾加上“唷唷唷”來裝哭藉此讓透心軟答應他的請求，必要時還會用盡手段排除掉透的退路讓他無法拒絕。
個人路線中得知从前是个跳高运动员，后因拉断肌腱受伤，虽然痊愈却落下心灵阴影，為了逃避而努力念書得到留學資格來到島上，會想侍奉某人也是因為想從中找到自己是被需要的價值。透用自己的例子鼓勵夕音讓他重新開始練跳高，在這期間逐漸發現自己對透的感情而煩惱，這時接到父親住院的消息後趕回日本並以家中經濟為由想要停止留學藉此逃離透的身邊，為了讓夕音繼續留學並且也注意到自己對夕音的感情的透用盡方法替夕音找到爭取獎學金的方式後到夕音的父親所住的病院說服夕音回來繼續留學，檔不住自己情感的夕音也在這時在父母的面前向透告白，透也回應了他的心意並接受夕音的母親提出的要求後帶著夕音回到島上繼續學業。但好景不常由於島上的學校不屬於日本國內短時間夕音無法以島上學校的名義參賽，經過一番思考後夕音決定暫停留學回到原本的學校參加比賽並在比賽時受到透和夏莉等人的應援，成功獲得優秀成績後順利的以體育優秀的留學生幫助發展島上體育活動的名義獲得獎學金返回島上和透重逢，並以成為和透一樣的教育者為目標希望成為島上的運動訓練員。
白鹿爱莉（聲：夏野こおり）
主人公十年未见的萝莉身材的表妹，称呼主人公为「欧尼酱」，和夕音一样是的留学生。
性格内向害羞，因为容易紧张不擅长与男生交际，一旦紧张害羞讲话和行动就会很脱线，常常采用发短信的方式沟通，但是即使是用这种方式也要因为短信的内容和措辞纠结许久。
行动力很强（尤其是脚力很强）但性格有着小孩子的一面，本人也很想改善这一点。口癖是“居然...的说”。知识很丰富，所以很多时候会说一些奇奇怪怪的话，言语让人觉得稍微電波系。
真咲・盖亚尔（聲：桐谷华）
父亲是狼人，母亲是人类，长着兽尾和兽耳的元气巨乳娘。鹭之森透借宿人家里的独女，家里经营着名为“牙与爪的兽亭（牙と爪の獣亭）”的酒馆，被当成看板娘。
眼里只容得下美味的食物，极度喜欢甜甜圈，曾经说出“甜甜圈即是正义”这种话，常常为了甜甜圈放弃其他重要事情。负责对话里的吐槽，口癖是“哇呼”。
性格纯真率直，比如对喜欢之情口无遮拦。担任重大事件的时候，也有成熟的一面，也经常作为活动和事件的发起人和负责人。
作为兽人，嗅觉和听觉比普通人灵敏得多。直觉也很强，在其他女主的路线中往往是第一个发现透和其他妹子成为情侣的人。

### 其他角色
缇娅·霍亨维尔芬（聲：雪野玉）
主人公鹭之森透在学校的同事，岛上特有的纯血精灵族女性。性格属于外表正经内心闷骚的类型，虽然视力正常但为了符合教师的气质而带起了平光镜。
因为小时候不善打扮而单身过久，对透的话容易产生奇怪的联想，从而过分激动变成口吃。為本作唯二需完成任一女角路線後才可攻略的女配角，同時也是唯一身分不是學生的可攻略腳色。
火宫木乃香（聲：雪都さお梨）
主人公鹭之森透的学生之一。据说是来自异世界的人，因为没有来之前的记忆，被称为“彷徨人”。
事实上根据透的调查，木乃香是日本人，在30多年前，她救下两个溺水的孩子，但不幸自己溺水，意外穿越到30多年后的岛上湖，因缘巧合下被湖底魔石力量送返岸边，并失忆。
经常语不惊人死不休，冷静平淡地说出一些会让人误会的话。说话的时候在结尾喜欢加上自己的名字和心理活动，比如“木乃香冷静地说”这种。為本作唯二需完成任一女角路線後才可攻略的女配角
弗朗西斯卡·帕拉米蒂（聲：井ノ上花）
来自意大利的开朗的留学生。非常喜欢日本宅文化，透過不斷給父母看日本的動畫說服自己的父母讓他到日本留學，原本可能是在東京附近留學为了亲自见到兽耳而特别来到岛上留学。
精通日本宅文化，可谓一切通吃，认为宅文化出现色情因素是符合自然的。喜欢的画师是吾莉夏丽，也就是夏莉。在岛上遇到她时非常开心。在大多數女角的路線中是會參與協助該路線女角戀情的學生中唯一不可攻略的女角。
三刀屋实里（聲：真中海）
主人公鹭之森透大学时代的老同学。因家族原因经营岛与日本之间小宗买卖的。性格十分直爽，没有架子。
经常为透帮忙并出谋划策，被透当作好哥们，两人关系好到甚至让一众女主怀疑是否是情侣。
欧文·盖亚尔（聲：风雾瞬）
真咲的父亲，“牙と爪の獣亭”酒馆的老板，是个罕见的纯血狼人。性格直爽狂野，待客热情，十分有智慧。
未过门的妻子是日本人，常年在日本做兽人研究，与他分居，只有真咲的母亲到岛上有事时候两人才会见面。
伦纳德·沃里克（聲：大石惠三）
的议会代表之一，能力出众，负责岛上的行政工作，因此在各线中常常帮主人公忙。
夏莉的哥哥，很关心和照顾自己的妹妹，因为妹妹参与BL向同人志活动，从而担心妹妹性取向，夏莉線中從透口中得知兩人在交往的事情後也因此非常激動的拜託透讓夏莉的性向走回正道。過去曾向夏莉解釋過徬徨人結果又正逢母親過世造成了夏莉的內心產生了陰影而非常後悔。
虎仓博巳（聲：一条和矢）
主角鹭之森透的同事兼大學學長，也是透過大學教授邀請透到島上任職的人。嘴巴有点贱，以至于经常惹妻子和缇娅老师生气。不拘小节但是工作认真。過去曾參加過籃球社，夕音路線時曾給透一些運動有關的建議。
妻管严，因此喜欢喝酒来忘却工作和家庭压力，常常企图约透喝酒。

## 工作人员
- 企画、原案：天宫りつ[1]
- 原画：梦璃凛（夕音、真咲等）、小舞一（爱莉等）、菰綿遙華（日语：こもわた遙華）（SD原画）
- 剧本：天宫りつ、鏡遊、绀野アスタ（日语：绀野アスタ）、J・さいろー
- CG：煎路、モドキさん
- 音乐：Famishin、Angel Note
- 企画、制作：YUZUSOFT

## 主题歌
主题曲“Blue-Love Chime”
作词：
作曲：Famishin
编曲：（Angel Note）
演唱：Nao
片尾曲“天色”
作词：
作曲：Famishin
编曲：（Angel Note）
演唱：清水爱、田口宏子、種崎敦美、小野凉子

## 相關商品

### 音樂
- Vol.1  （2013年4月19日发售）
- Vol.2 「天雾 夕音」（2013年5月2日发售）
- Vol.3 「白鹿 爱莉」（2013年5月17日发售）
- Vol.4 「真咲・ガイヤール」（2013年5月31日发售）

### 漫畫
同名漫畫連載於《月刊Comic Alive》2013年9月號至2014年3月號。於2014年2月發售單行本。